# Груднов, Игорь Сергеевич
Игорь Сергеевич Груднов (2 декабря 1958, Чистополь, Татарская АССР — 11 октября 2018, Хабаровск) — генерал-полковник, командующий Восточным округом войск национальной гвардии РФ (13 октября 2016 — 11 октября 2018).  Герой Российской Федерации (29.02.2000).

## Биография
Игорь Сергеевич Груднов родился 2 декабря 1958 года в городе Чистополе Татарской ССР.
В 1980 году с золотой медалью окончил Орджоникидзевское высшее военное командное Краснознамённое училище имени С. М. Кирова МВД СССР, член КПСС, в 1989 году — Военную академию имени М. В. Фрунзе, в 2004 году — Военную академию Генерального штаба Вооружённых сил Российской Федерации.
В 1980 году по окончании военного училища был назначен на должность командира взвода. Затем — командиром роты, начальником штаба батальона в Управлении внутренних войск МВД СССР по Украинской и Молдавской ССР.
С 1989 года — в Управлении внутренних войск МВД СССР по Дальнему Востоку и Восточной Сибири.
В 1996 году переведён на Северный Кавказ, где командовал бригадой, с 1997 года был заместителем командира дивизии Северо-Кавказского округа внутренних войск МВД России.
С октября 1999 года — начальник штаба, затем командующий группировкой «Север» на территории Чеченской Республики. Участвовал в руководстве боевыми действиями по освобождению Галашек, Аршты и Бамута. Участвовал в штурме Грозного. По официальным данным, группировка «Север» под его командованием за двое суток выполнила свою задачу с минимальными потерями, ей было убито и ранено около 200 боевиков, 23 бандита взяты в плен. К 3 февраля 2000 года группировка «Север» вышла в центр Грозного и соединилась с войсками других группировок.
За «проявленное мужество в боях и умелое руководство войсками в борьбе с террористическими формированиями на Северном Кавказе» Указом Президента Российской Федерации № 448 от 29 февраля 2000 года полковнику Груднову Игорю Сергеевичу присвоено звание Героя Российской Федерации с вручением медали «Золотая Звезда».
В 2000 году назначен заместителем военного коменданта Чечни. В августе 2001 года в одной из специальных операций в Ножай-Юртовском районе Чеченской Республики в составе автомобильной колонны внутренних войск МВД России попал в засаду боевиков, получил тяжёлое огнестрельное ранение в грудь. Несколько месяцев находился на излечении в военном госпитале.
В 2004 году окончил Военную академию Генерального штаба, служил на территории Южной Осетии. В 2005 году присвоено воинское звание «генерал-майор», назначен первым заместителем командующего войсками Сибирского округа внутренних войск МВД России. Указом Президента Российской Федерации от 03.09.2011 г. № 1090 назначен первым заместителем командующего войсками Северо-Кавказского регионального командования внутренних войск МВД России.
8 августа 2012 года избран заместителем председателя Ростовского регионального отделения Межрегиональной общественной организации военнослужащих, проходивших службу в Орджоникидзевском высшем военном командном Краснознамённом училище им. С. М. Кирова МВД СССР, «Кировцы».
В 2002 году баллотировался в депутаты Думы Ставропольского края.
Указом Президента Российской Федерации от 22 февраля 2013 года присвоено очередное воинское звание генерал-лейтенант.
13 октября 2016 года назначен командующим Восточным округом войск национальной гвардии Российской Федерации.
Указом Президента Российской Федерации от 12 декабря 2017 года присвоено воинское звание «генерал-полковник».
11 октября 2018 года скоропостижно скончался в 301-м окружном военном клиническом госпитале Хабаровска.
Похоронен 17 октября 2018 года на Северном кладбище города Ростова-на-Дону.

## Память
- В честь Героя России И. С. Груднова открыты мемориальные доски в городах Улан-Удэ, Ростове-на-Дону (две), Хабаровске, Пятигорске, Владикавказе и Новосибирске.
- Создана экспозиция посвящённая Герою в музее МБОУ «Гимназии № 3» Чистопольского района.
- В мае 2019 года военно-транспортному самолёту Ил-76МД Росгвардии присвоено имя Героя России Игоря Груднова.
- В 2019 году в одна из улиц г. Чистополя была название в честь И. С. Груднова.
- 17 февраля 2023 года почтой России была выпущена почтовая марка из серии «Герой Российской Федерации» с изображением И. С. Груднова. К выпуску марки также был подготовлен конверт первого дня и штемпель специального гашения для Москвы, Санкт-Петербурга, Ростова-на-Дону, Хабаровска и Мурманска.
- 12 июня 2023 года в Чистополе был открыт памятник И. С. Груднову (скульптор А. Щитов)[12].

## Награды
- Медаль «Золотая Звезда» Героя России (29.2.2000).
- Государственные и ведомственные награды.
- Орден Атамана Платова (2013).[13]